# Йоан Комнин (син на Андроник I Комнин)
Йоан Комнин (Ίωάννης Κοµνηνὸς; август/септември 1159 – септември 1185) е вторият син на византийския император Андроник I Комнин (1183 – 1185), който го назначава за съимператор, пренебрегвайки по-големия му брат Мануил. Когато Андроник I е свален от власт на 12 септември 1185 г., Йоан Комнин също е заловен и вероятно убит.

## Ранни години
Йоан е син на бъдещия император Андроник I Комнин и първата му съпруга, чието име е неизвестно, и е роден през август или септември 1159 г. Заченат е в началото на 1159 г., когато майка му е в затвора, където една нощ била посетена тайно от Андроник. Младият Йоан вероятно е придружавал баща си, когато Андроник е назначен за военен управител (дука) на Киликия през 1166 г., тъй като определено е бил с баща си по време на последвалото му изгнание и дългите му скитания из княжествата в Близкия изток, докато по-големият му брат Мануил и сестра им Мария остават в Константинопол. Едва в края на 1178 г. или началото на 1179 г. на Андроник Комнин е позволено да се завърне във византийската столица, където води заедно със себе си Йоан, любовницата си Теодора Комнина и техните деца. Възможно е в този момент Йоан да е получил титлата севаст от своя чичо, император Мануил I Комнин.
След смъртта на Мануил I, Йоан и по-големият му брат Мануил застават на страната на дъщерята на Мануил I, кесарисата Мария Комнина, срещу регентството на младия Алексий II Комнин (1180 – 1183), начело с императрицата-майка Мария Антиохийска и другия им братовчед, протосеваста Алексий Комнин. Заговорът обаче е разкрит, а Йоан и Мануил са хвърлени в затвора, където остават, докато баща им не сваля регентството през април 1182 г.

## Съимператор
Когато баща му поема регентството, Йоан Комнин получава висока титла, но през ноември 1183 г., след като Андроник е коронован за император, а Алексий II е свален и убит, Йоан също е посочен като съимператор и наследник на баща си. Изборът на Андроник I пада върху Йоан, а не върху по-големия син Мануил, тъй като е известно, че Мануил открито се противопоставя на политиката на баща си, а Йоан е смятан за по-лоялен и освен това издигането му на трона следвало популярното пророчеството AIMA, според което настоящият император, чието име започва с „А“, ще бъде последван от такъв, чието име (на гръцки) започва с йоат „I“.
Докато Мануил никога не крие неодобрението си към политиката на Андроник, Йоан първоначално я подкрепя или поне я толерира. Когато най-накрая и той си позволява да критикува баща си за неговото преследване на аристокрацията, според Евстатий Солунски, Йоан получава укор от Андроник I, че двамата с брат му Мануил са „жени“, чието управление не може да бъде подсигурено, докато всички изтъкнати мъже в държавата не бъдат елиминирани, така че да останат само обикновените хора. Според изследователя Константинос Варзос, „без съмнение по-малкият син е бил много по-незначителен мъж от по-големия Мануел“. Според Никита Хониат един от водещите служители на Андроник I – великият етериарх Константин Трипсих, е обвинен от съперникика си и логотет на дрома Стефан Айохристофорит, че е изрекъл пренебрежителни забележки за характера и качествата на Йоан, сравнявайки го с шута Цинцифици, обикновен и вулгарен мъж, добре познат из столичните таверни и бордеи. Въпреки че това очевидно били клевети, тези обвинения трябва да са съдържали зрънце истина според Варзос, тъй като Трипсих е надлежно низвергнат и затворен.
През 1185 г. итало-норманският крал на Сицилия Вилхелм II започва нашествие във Византийската империя и войските му обсаждат втория по големина град на империята, Солун. Тогава Йоан е един от командирите, изпратени от Андроник I да помогнат на града и да се изправят срещу норманите, като за целта Йоан получава командването на войските във Филипопол. Обаче еместо да се изправи пред опасностите на войната, Йоан предпочита да остане на лов във Филипопол. Според разказа на очевидеца Евстатий Солунски обсадените солунчани призовавали и се молели на „Добрия Йоан“ да дойде и да ги спаси, но напразно; след като градът паднал, норманите подигравателно повтаряли тези молби на пленените солунчани.
Накрая, на 12 септември 1185 г., народно въстание в Константинопол детронира Андроник I, който опитал да избяга от града. На същия ден Мануил е заловен и ослепен. Скоро след това вестта за падането на Андроник I Комнин достига до Филипопол, където тамошните войски веднага се разбунтували, и Йоан е заловен и ослепен, преди да бъде убит.

## Цитирана литература
- Magoulias, Harry J. Andronikos I Komnenos: A Greek Tragedy //  Byzantina Symmeikta 21.   2011. DOI:10.12681/byzsym.1032. с. 101–136.
- ((el)) Varzos, Konstantinos (1984). Η Γενεαλογία των Κομνηνών, B. Thessaloniki: Centre for Byzantine Studies, University of Thessaloniki, OCLC 834784665, архив на оригинала от 11 април 2019, https://web.archive.org/web/20190401112859/https://www.kbe.auth.gr/sites/default/files/bkm20b.pdf

|  | Тази страница частично или изцяло представлява превод на страницата John Komnenos (son of Andronikos I) в Уикипедия на английски. Оригиналният текст, както и този превод, са защитени от Лиценза „Криейтив Комънс – Признание – Споделяне на споделеното“, а за съдържание, създадено преди юни 2009 година – от Лиценза за свободна документация на ГНУ. Прегледайте историята на редакциите на оригиналната страница, както и на преводната страница, за да видите списъка на съавторите. ВАЖНО: Този шаблон се отнася единствено до авторските права върху съдържанието на статията. Добавянето му не отменя изискването да се посочват конкретни източници на твърденията, които да бъдат благонадеждни. |